# Самулекін Олександр Дмитрович
Самулекін Олександр Дмитрович — радянський і російський художник-постановник. Лауреат Державної премії РРФСР ім. братів Васильєвих (1978) і Державної премії Росії (1995).

## Життєпис
Народився 11 січня 1930 р. в с. Березки Могильовської області (Білорусь).
Закінчив Художнє училище при кіностудії «Мосфільм» (1949). З 1949 р. — декоратор, художник-постановник цієї студії.
Працював на кінокартинах провідних радянських і російських режисерів: Юрія Чулюкіна, Олександра Столпера, Георгія Данелія, Романа Балаяна, В'ячеслава Криштофовича, Микити Михалкова, Сергія Соловйова, Всеволода Шиловського, Олександра Стефановича та ін.

## Фільмографія
- «Дівчата» (1961, декоратор у співавт.)
- «Четвертий» (1972, художник)

Художник-постановник:
- «Бій після перемоги» (1972, у співавт.)
- «Раба любові» (1975, у співавт.)
- «Фронт без флангів» (1975, у співавт.)
- «Матір людська» (1975, у співавт.)
- «Незакінчена п'єса для механічного піаніно» (1977)
- «Фронт за лінією фронту» (1977, у співавт.; Державна премія Росії імені бр. Васильєвих)
- «П'ять вечорів» (1978, у співавт.)
- «Кілька днів з життя Обломова» (1979, у співавт.)
- «Тигри у житті другокласника Семенова» (1980, к/м)
- «Лабораторія» (1980, к/м, новела з кіноальманаху «Молодість». Випуск 3-й)
- «Рятівник» (1980, у співавт.)
- «Рідня» (1981, у співавт.)
- «Лютневий вітер» (1981)
- «Обрані» (1982, у співавт.)
- «Двічі народжений» (1983)
- «Без свідків» (1983, у співавт.)
- «Заповіт» (1985, у співавт.)
- «Кін-дза-дза!» (1986, у співавт.)
- «Свєтік» (1989)
- «Леді Макбет Мценського повіту» (1989)
- «Ребро Адама» (1990, у співавт. з С. Хотимським)
- «Ніч» (1990)
- «Дві години з бардами» (1988, муз. фільм)
- «Ніч» (1990)
- «Казка на ніч» (1991)
- «Лінія смерті» (1991, у співавт.)
- «Бути закоханим» (1992)
- «Кодекс безчестя» (1993)
- «Стомлені сонцем» (1994, у співавт. Державна премія Росії, 1995) та ін.